# Sonja Petterson

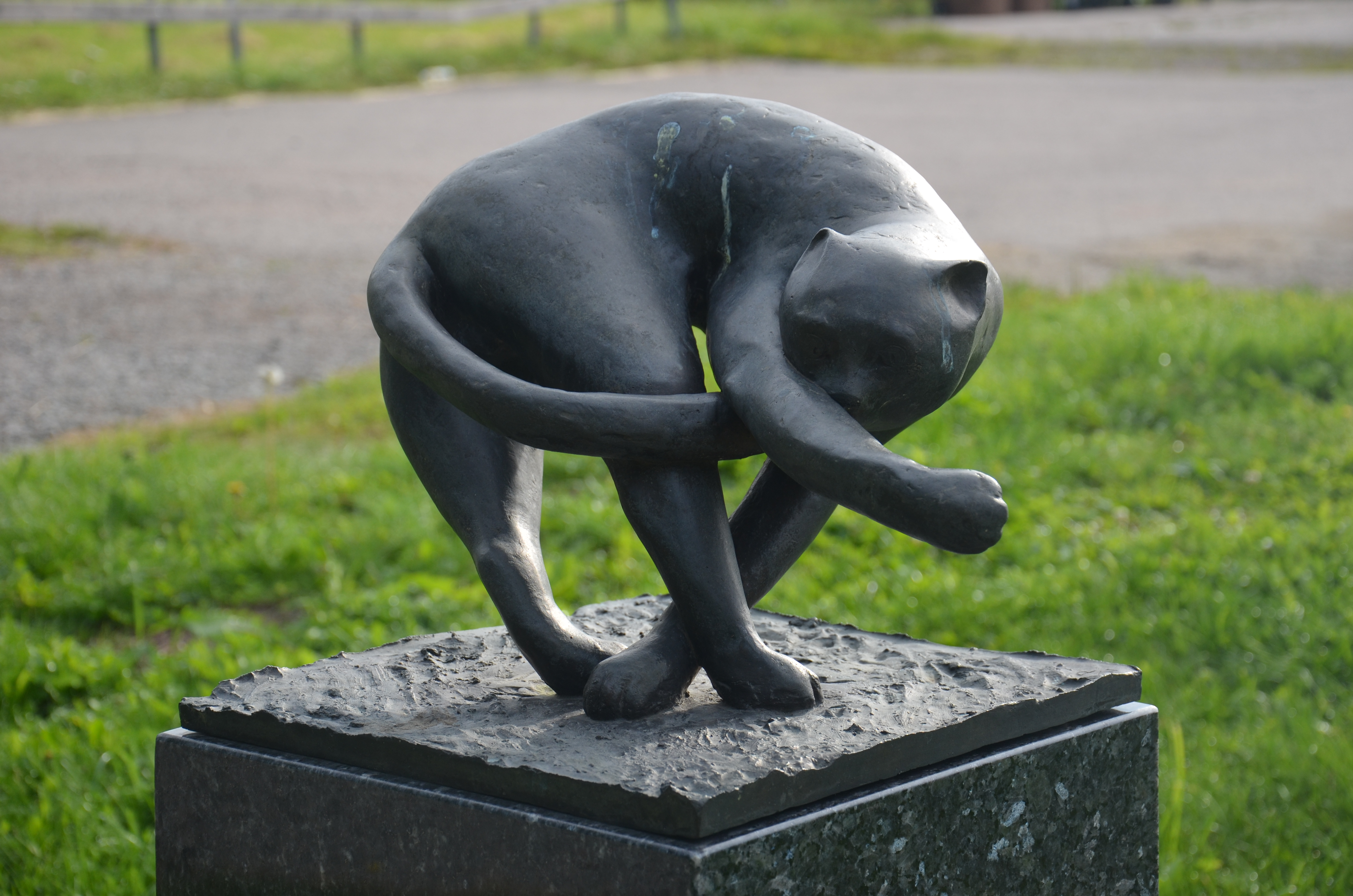
Kattknut, Heby.

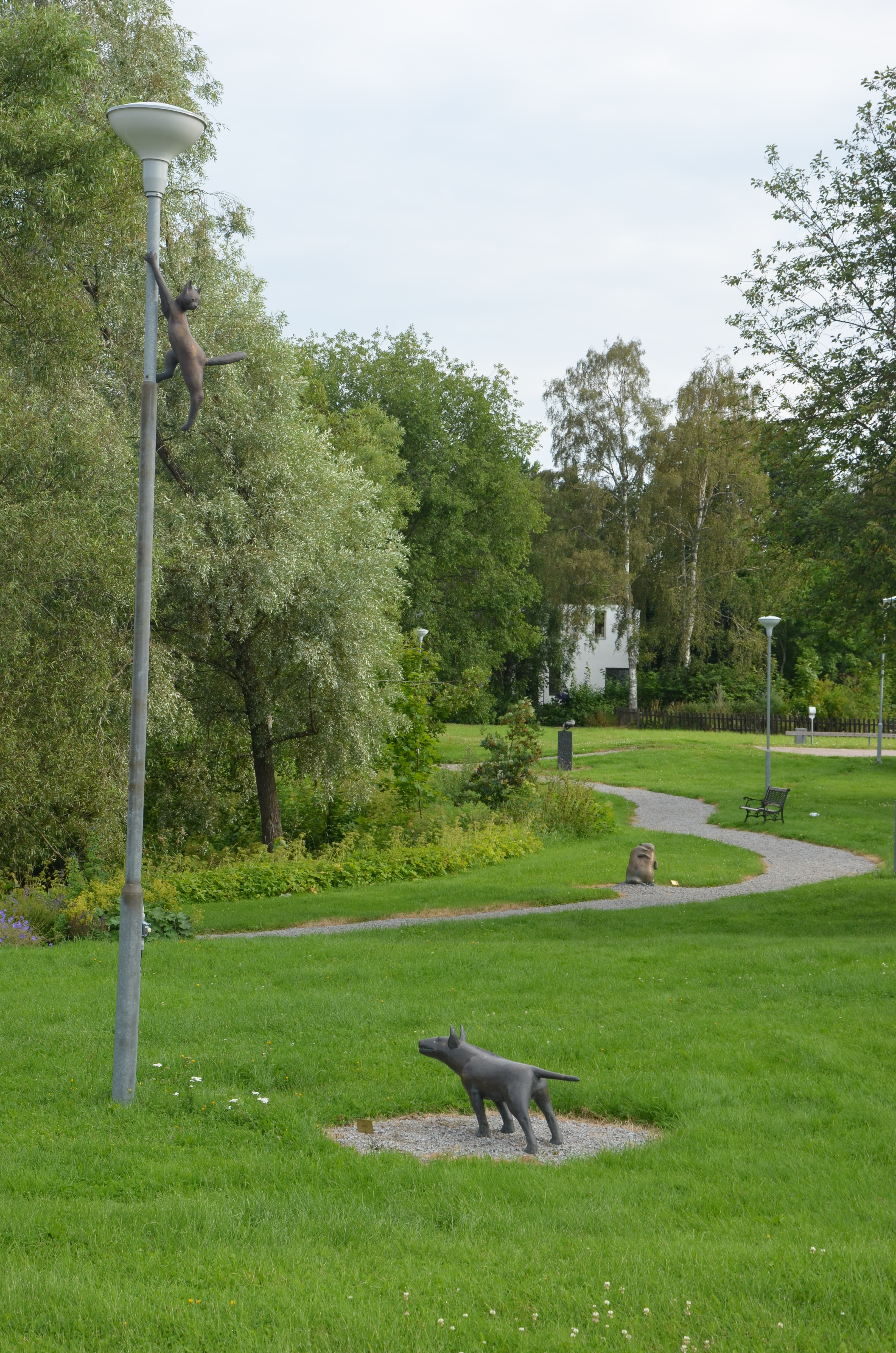
Medusen, Heby.

Sonja Marianne Petterson, född 17 februari 1935 i Heby, död 1 december 2019, var en svensk skulptör.
Sonja Petterson studerade vid Konstfackskolan 1956–1961 och vid Konsthögskolan 1961–1966. Hennes första separatutställning var på Östersunds stadsmuseum 1979. Hon medverkade i Ungdomsbiennalen i Paris 1967 och Die bildende Kunst und das Tier i Hannover i Tyskland. Bland hennes offentliga arbeten märks Bronshunden, Gammal och snäll i Rinkeby och tre hundar på Heby tegelbruksmuseum. Tillsammans med Åse Christian Danell, som hon också levde ihop med fram till sin död,  utförde hon utsmyckningar på slangtornet för räddningstjänsten i Heby.  Hennes konst består av skulpturer med djurporträtt som visar mänskliga drag, utförda i brons eller betong. Hon var engagerad i Heby tegelbruksmuseum och har gjort sig känd för skulpturer av djur, framförallt hundar. Petterson är representerad vid Moderna museet i Stockholm, Västerås konstmuseum, Kalmar konstmuseum, Aguélimuseet i Sala. och Norrköpings konstmuseum.

## Offentliga verk i urval
- Caesar, brons, 1965, Sveriges ambassad i Haag[7]
- Quintus, brons, 1965, receptionen till barnkliniken på Centrallasarettet i Västerås
- Gammal och snäll, brons, 1974, lekparken Rinken, Storbyplan i Rinkeby i Stockholm
- Bravurnummer, grupp i brons, Enköping
- Julius och Jörgen, brons, 1990, kvarteret Julius och Jörgen, Östermalmsgatan i Västerås
- Bravurnummer, brons, Fisktorget i Enköping
- Bollhund, brons, 1990. Byggmästarparken i Sala backe i Uppsala
- Hunden Bill, brons, entrén till vårdcentralen Korallen i Vallentuna
- I Heby finns skulpturstråket Tant Fridas stig, vid Heby tegelbruksmuseum utefter Örsundaån med ett tiotal skulpturer av Sonja Petterson
- Katt, brons, utanför Enköpings lasarett

## Fotogalleri

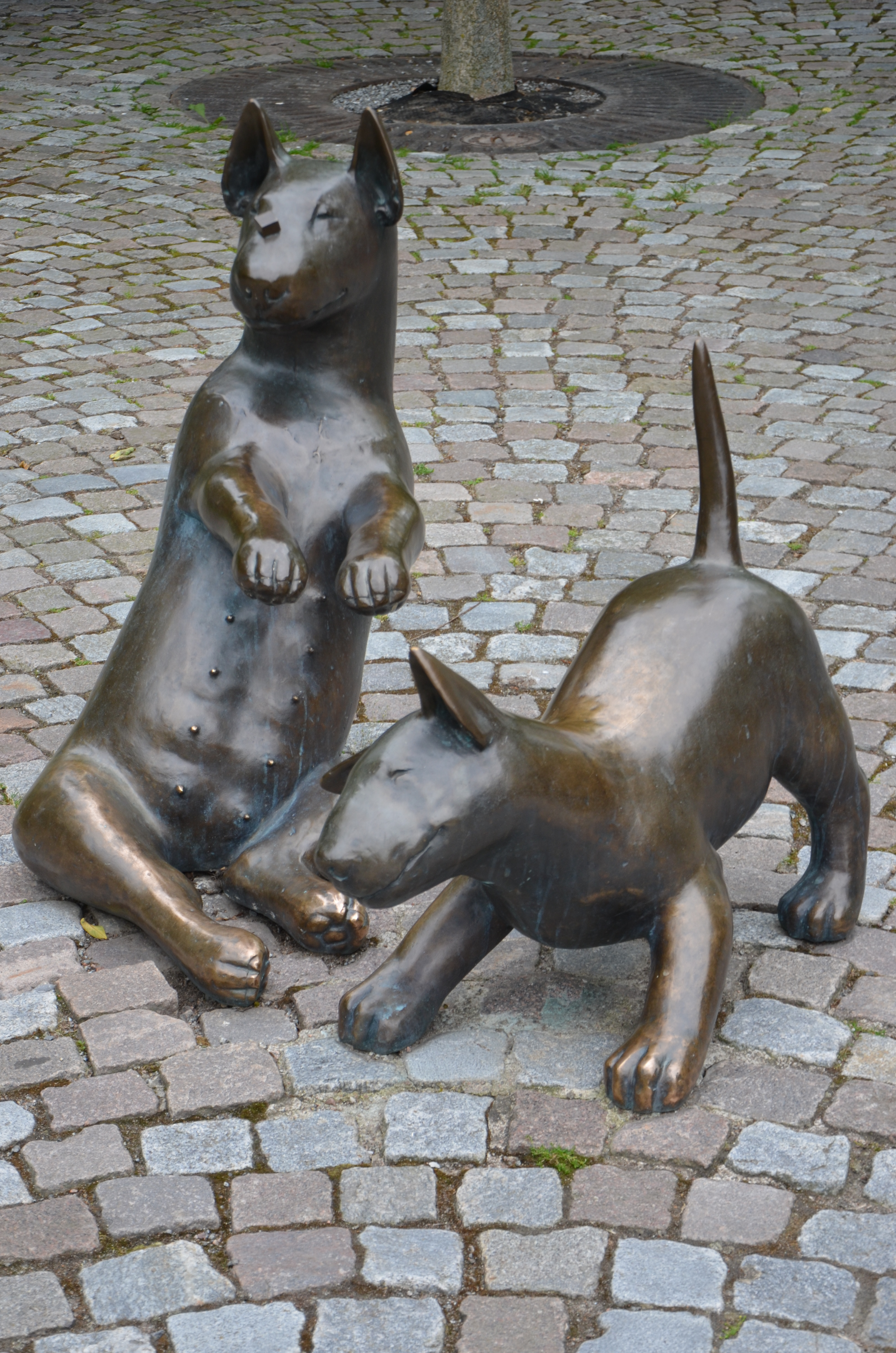
Bravurnummer i Enköping
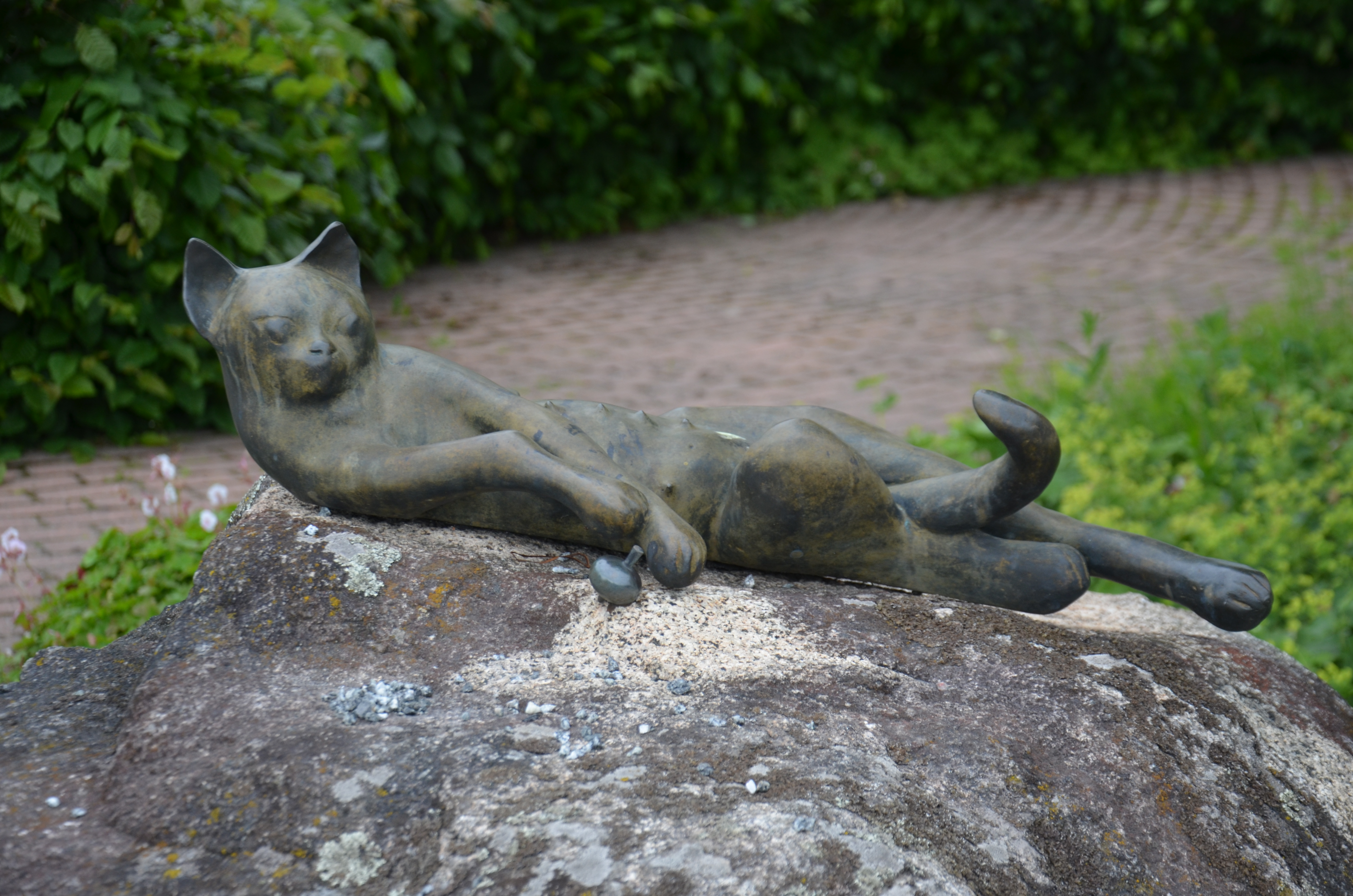
Katt i Enköping